# موگوگای
موگوگای (به انگلیسی: Mogriguy) یک شهرک در استرالیا است که در نیو ساوت ولز واقع شده‌است.